# Musikjahr 1410
Liste der Musikjahre

◄◄ | ◄ | 1406 | 1407 | 1408 | 1409 | Musikjahr 1410 | 1411 | 1412 | 1413 | 1414 | ► | ►►

Weitere Ereignisse
Dieser Artikel behandelt das Musikjahr 1410.

## Ereignisse

### Heiliges Römisches Reich

#### Herzogtum Brabant
- Um 1410 beginnt sich in Antwerpen und insbesondere in der Chorschule der Liebfrauenkathedrale ein reges musikalisches Leben zu entwickeln. „Zu ihren Chorleitern, Organisten und Sängern“ zählen „bis ins 17. Jahrhundert Komponisten wie Pullois, Ockeghem, Barbireau, Obrecht, Waelrant, Gérard de Turnhout, Séverin Cornet, Pevernage, Opitiis und John Bull; außerdem“ verbringen „Rore, Lassus und Monte einige Zeit in der Stadt.“[1]

#### Herzogtum Bar
- Richard Loqueville gibt dem Sohn des Herzogs von Bar Harfenunterricht und unterrichtet die dortigen Chorknaben im gregorianischen Choralgesang.[2]

#### Hochstift Cambrai
- Guillaume Dufay ist Chorsänger an der Kathedrale von Cambrai.[3]
- Jean Hanelle ist ab dem 24. Juni petit vicaire an der Kathedrale von Cambrai.[4]
- Gilet Velut ist petit vicaire an der Kathedrale von Cambrai.[5]

### Bourges
- Guillaume Legrant ist bis 1410 als Kaplan Mitglied der Sainte Chapelle Jean de Berrys in Bourges.[6]

### Herzogtum Burgund

#### Grafschaft Flandern
- Der franko-flämische Komponist Jacobus Vide, wahrscheinlich Sänger in der Kapelle des Gegenpapsts Johannes XXIII., erhält eine Präbende in der Sint-Donaaskathedraal in Brügge. In einem Dokument wird er clericus aus der Diözese Tournai genannt.[7]

### Italienische Staaten

#### Kirchenstaat
- Der italienische Komponist Rentius de Ponte Curvo steht in Diensten Papst Gregors XII. Er erhält einige Pfründen von ihm verliehen.[8]

#### Republik Florenz
- Curradus Ser Gualandi de Bracilionis de Pistorio wird im Dezember Sänger an der Kirche Santa Reparata in Florenz.[9]

## Kompositionen und Schriften
- Eine Kopie des ersten Teiles der Reglas de canto plano è de contrapunto, è de canto de organo von Fernand Estevan über Gregorianischen Choralgesang ist mit dem Datum 31. März 1410 und der Ortsangabe Sevilla versehen.[10]

## Geboren
- Um 1410: Konrad Nachtigall, Nürnberger Meistersinger († 1484 oder 1485)[11]
- Um 1410: Conrad Paumann, deutscher Komponist, Organist und Lautenist († 1473)[12]
- Um 1410: John Plummer, englischer Komponist († 1484)[13]
- Um 1410: Christian Sage, südniederländischer Mönch und Musiktheoretiker († 1490)[14]